# Synne Skinnes Hansen
Synne Skinnes Hansen (* 12. August 1995 in Norwegen) ist eine norwegische Fußballspielerin, die seit 2016 für die A-Nationalmannschaft und seit Sommer 2025 für Vålerenga Oslo spielt.

## Karriere

### Vereine
Hansen spielte ab 2012 für den norwegischen Erstligisten Røa IL, der im Jahr zuvor Meister geworden war, in der Toppserien. Der Titel konnte nicht verteidigt werden und Røa wurde nur Vierter. In den folgenden Jahren pendelte Røa zwischen Platz 8 und 3. Für Røa spielte sie auch erstmals in der UEFA Women’s Champions League 2012/13, wo Røa gegen den späteren Sieger VfL Wolfsburg im Achtelfinale nach einer 1:4-Auswärtsniederlage und einem 1:1 im Heimspiel ausschied. Nach fünf Jahren bei Røa wechselte sie zur Saison 2017 zum neuen Serien-Meister Lillestrøm SK Kvinner. Mit Lillestrøm konnte sie 2017 und 2018 die norwegische Meisterschaft und 2018 den norwegischen Fußballpokal gewinnen. Für Lillestrøm spielte sie in der UEFA Women’s Champions League 2017/18, wo Lillestrøm gegen Manchester City im Achtelfinale zweimal verlor. 2018/19 waren dann die Frauen des FC Barcelona im Viertelfinale stärker. Im Achtelfinale konnte sie beim 2:0-Auswärtssieg gegen Brøndby IF ihr erstes CL-Tor erzielen. In der UEFA Women’s Champions League 2019/20 scheiterte sie mit Lillestrøm beim Qualifikationsturnier in Belgien am RSC Anderlecht. Im Januar 2020 wechselte sie zum schwedischen Erstligisten Linköpings FC, kam dort aber erst in den letzten fünf Saisonspielen zum Einsatz. Nach neun Spielen in der Saison 2021 wechselte sie zurück in ihre Heimat zu Rosenborg Trondheim. In der Qualifikation zur UEFA Women’s Champions League 2021/22 scheiterte sie mit Rosenborg an UD Levante im Finale der ersten Runde, das mit 3:4 nach Verlängerung verloren wurde, so dass sie die erstmals ausgetragene Gruppenphase verpassten. Auch in der Qualifikation zur Gruppenphase der UEFA Women’s Champions League 2022/23 scheiterten sie an einem spanischen Vertreter, diesmal an Real Madrid.
Zur Saison 2023/24 wurde sie vom Bundesligisten Bayer 04 Leverkusen verpflichtet, für den sie zum Saisonauftakt am 17. September 2023 bei der 0:3-Niederlage im Auswärtsspiel gegen den VfL Wolfsburg mit Einwechslung für Cecilie Winther Johansen in der 65. Minute debütierte. Am 10. November 2023 (7. Spieltag) gelang ihr im Auswärtsspiel gegen Eintracht Frankfurt beim 2:2-Unentschieden, mit der 1:0-Führung in der 17. Minute ihr erstes Bundesligator.
Im Mai 2025 wurde ihr Wechsel zum norwegischen Meister Vålerenga Oslo bekanntgegeben.

### Nationalmannschaft
Hansen durchlief die Nachwuchsmannschaften des NFF und nahm im August 2013 an der U19-EM in Wales teil, bei der Norwegen in der Gruppenphase ausschied. Ein Jahr später erreichte sie mit der Mannschaft bei der Europameisterschaft in ihrer Heimat das Halbfinale, verlor dies jedoch mit 0:2 gegen die U19-Nationalmannschaft Spaniens. Damit endete ihre Zeit in der Nachwuchsnationalmannschaft der Altersklasse U19. Es folgten acht Spiele für die U23-Nationalmannschaft.
Am 15. September 2016 wurde sie beim 10:0-Sieg im EM-Qualifikationsspiel gegen Kasachstan zu ihrem ersten A-Länderspiel beim Stand von 7:0 in der 68. Minute für Kapitänin Maren Mjelde eingewechselt. Auf ihr nächstes Spiel musste sie dann aber ein Jahr warten. Sie wurde somit nicht für die EM 2017 nominiert, bei der die Norwegerinnen erstmals ohne Torerfolg als Gruppenletzte ausschieden. Sie spielte zunächst noch zweimal für die U23. Am 19. September 2017 wurde sie beim 6:1-Sieg über die Slowakei im Qualifikationsspiel zur WM 2019 in der 68. Minute eingewechselt. Auch in den folgenden Spielen war sie Einwechselspielerin und spielte auch erneut für die U23. Am 8. Juni 2018 stand sie dann im Qualifikationsspiel gegen Irland erstmals in der Startelf und durfte 90 Minuten spielen. In den folgenden Spielen des Jahres wurde sie dann wieder nur eingewechselt. 2019 gehörte sie dann in allen Spielen bis zur Nominierung des WM-Kaders der Startelf an, wurde jedoch regelmäßig ausgewechselt, und erreichte ihren ersten Turniererfolg im Turnier um den Algarve-Cup 2019. Am 2. Mai wurde sie für die WM 2019 nominiert. Im Turnier war sie dreimal Einwechselspielerin mit einer Gesamtspieldauer von 27 Minuten. Durch die 0:3-Niederlage gegen England im Viertelfinale schied sie mit ihrer Mannschaft aus dem Turnier aus und verpasste mit ihr damit auch die Qualifikation für das olympische Fußballturnier 2020.
In der Qualifikation für die EM 2022 kam sie in den letzten drei Spielen vor der COVID-19-bedingten Unterbrechung zum Einsatz, danach jedoch nicht. Da die Norwegerinnen nach sechs Spielen qualifiziert waren, fanden die letzten beiden Spiele, die wegen der COVID-19-Pandemie mehrfach verschoben worden waren und die keinen Einfluss mehr auf die übrige Qualifikation hatten, nicht mehr statt. Für die ersten sechs Spiele der Qualifikation für die WM 2023 wurde sie immer berücksichtigt und lediglich einmal eingewechselt.
Am 7. Juni 2022 wurde sie für die EM-Endrunde nominiert. Bei der EM, die für die Norwegerinnen nach den Gruppenspielen endete, kam sie aber nicht zum Einsatz.

## Erfolge
Nationalmannschaft
- Algarve-Cup-Sieger 2019

Lillestrøm SK Kvinner
- Norwegischer Meister 2017, 2018, 2019[6]
- Norwegischer Pokal-Sieger 2018, 2019[7]